# El Pla de Santa Maria
El Pla de Santa Maria là một đô thị trong comarca Alt Camp, Tarragona, Catalonia, Tây Ban Nha.

## Biến động dân số
| 1900  | 1930  | 1960  | 1990  | 2006  |
| ----- | ----- | ----- | ----- | ----- |
| 1.838 | 1.924 | 1.606 | 1.553 | 2.009 |

- Biến động dân số từ năm 1717 đến năm 2006

1717-1981: población de hecho; 1990-: población de derecho